# If Then Else
If Then Else è il sesto album discografico in studio del gruppo musicale rock olandese dei The Gathering, pubblicato il 25 luglio del 2000.

## Descrizione
Il disco è stato registrato nelle città di Purmerend e Doetinchem nel periodo gennaio-marzo 2000 ed è stato pubblicato dalla Century Media Records nel luglio dello stesso anno.

## Tracce
Testi di Anneke van Giersbergen eccetto dove indicato, musiche di The Gathering.
1. Rollercoaster – 4:45
2. Shot to Pieces – 4:10
3. Amity – 5:57
4. Bad Movie Scene – 3:49
5. Colorado Incident (René Rutten, van Giersbergen) – 4:53
6. Beautiful War – 2:33
7. Analog Park – 6:06
8. Herbal Movement – 4:11
9. Saturnine – 5:12
10. Morphia's Waltz – 6:37
11. Pathfinder – 4:39

## Formazione
- Anneke van Giersbergen - voce
- René Rutten - chitarre, vibrafono
- Frank Boeijen - tastiere
- Hans Rutten - batteria